# 이문희 (배우)
이문희(李文姬)는 대한민국의 여성 연기자이다.
1978년 미스 롯데 선발대회 선으로 데뷔하였고 이어 같은 해 TBC 동양방송 20기 공채 탤런트 데뷔하였으며 1980년 영화 《우산속의 세 여자》의 조연으로 영화배우 데뷔하였다.

## 같이 보기
- 맹진사댁 경사
- 김영철